# Шин Гек Хо
Шин Гек Хо (кор. 신격호, у Японії відомий під ім'ям Такао Сіґеміцу; 4 жовтня 1921, Ульсан — 19 січня 2020, Сеул) — корейський промисловець, засновник концерну «Lotte» в Кореї та Японії.

## Біографія
Шин Гек Хо народився 1921 року в Ульсані. У 1941 році поїхав до Японії, де вивчав хімічну інженерію в університеті Васеда. Згодом узяв собі ім'я Такао Сіґеміцу та заснував завод із виробництва рисоварок у 1942 році. Після того, як завод був зруйнований через авіаудари по Японії, він заснував «Lotte» в 1948 році. Компанія згодом виросла від продажу жувальної гумки дітям у післявоєнній Японії, до однієї з провідних транснаціональних корпорацій.
Тепер «Lotte» є восьмим за величиною концерном у Кореї. Шин Гек Хо був вражений романом Йоганна Вольфганга Гете «Страждання молодого Вертера», тому назвав свою компанію іменем Шарлотта, що згадувалося в цьому романі.
У 2005 році посів триста вісімдесят сьоме місце з найбагатших у всьому світі людей у журналі «Forbes», а в наступному році — 136 місце. У 2009 році посів 38 місце як один із найбагатших людей у Кореї. Мав традицію жити в Кореї за непарними числами, а в Японії — за парними.
У червні 2017 року пішов у відставку з посади директора ради директорів, яку очолював майже 70 років.
У грудні 2017 року, Шин Гек Хо засудили до чотирьох років в'язниці після того, як з'ясувалося, що він був причетний до привласнення 128.6 мільярдів вон (3 мільярди грн) у компанії. Однак, йому дозволили залишитися на свободі у зв'язку з поганим станом здоров'я.

## Особисте життя
Шин Гек Хо був одружений тричі та має чотирьох дітей. Усі вони, Шин Дон Бін, Шин Йон Джа, Шин Дон Джу та Шин Ю Мі, залучені до діяльності компанії. Шин Йон Джа, найстарша донька, народилася від першого шлюбу в 1944 році. Двоє синів, Шин Дон Бін та Шин Дон Джу, народилися від другого шлюбу. Шин Ю Мі народилася від третього шлюбу в 1982 році. Молодший брат — Шин Чхун Хо — є головою компанії «Нонсім».